# Museo Arqueológico de Filipos
El Museo Arqueológico de Filipos es un museo de Grecia ubicado cerca de la localidad actual de Crínides, perteneciente a la periferia de Macedonia Oriental y Tracia, en las proximidades del sitio arqueológico de Filipos. 

## Edificio del museo
Fue construido en la década de 1960 con una función inicial de almacenamiento y protección de los hallazgos arqueológicos de la zona. Entre 2006 y 2009 se realizó un proyecto de reforma, que incluyó obras de mejora del edificio y una reelaboración de la exposición.

## Colecciones
El museo contiene una colección de objetos pertenecientes principalmente a la antigua ciudad de Filipos, pero también de su área circundante. 
En la planta baja se exponen los hallazgos de periodos comprendidos entre la prehistoria y la Antigüedad tardía, como inscripciones, jarras de cerámica, joyas, monedas y esculturas. Este módulo, a su vez, se divide en varias subsecciones: el arte rupestre en Crénides; los hallazgos prehistóricos del yacimiento de Dikilí Tas; los tracios y la colonia tasia de Crénides; la ciudad helenística de Filipos y Filipos como colonia romana.
Entre los objetos se halla la reproducción de una tumba macedónica descubierta en la ciudad, con su ajuar funerario.  
Por otra parte, la planta superior alberga piezas pertenecientes a la ciudad cristiana desde la época de los primitivos cristianos, pasando por un declive a causa de terremotos e invasiones eslavas en el siglo VII, hasta la conquista otomana acaecida a finales del siglo XIV. Entre estos se encuentran inscripciones, mosaicos, elementos arquitectónicos, piezas de cerámica y monedas.

|                                                                   |
| Pieza de cerámica del periodo neolítico procedente de Dikilí Tas. |

|                                                |
| Relieve de mármol de la época imperial romana. |

|                         |
| Capitel de una columna. |